# 올림픽 방송 서비스

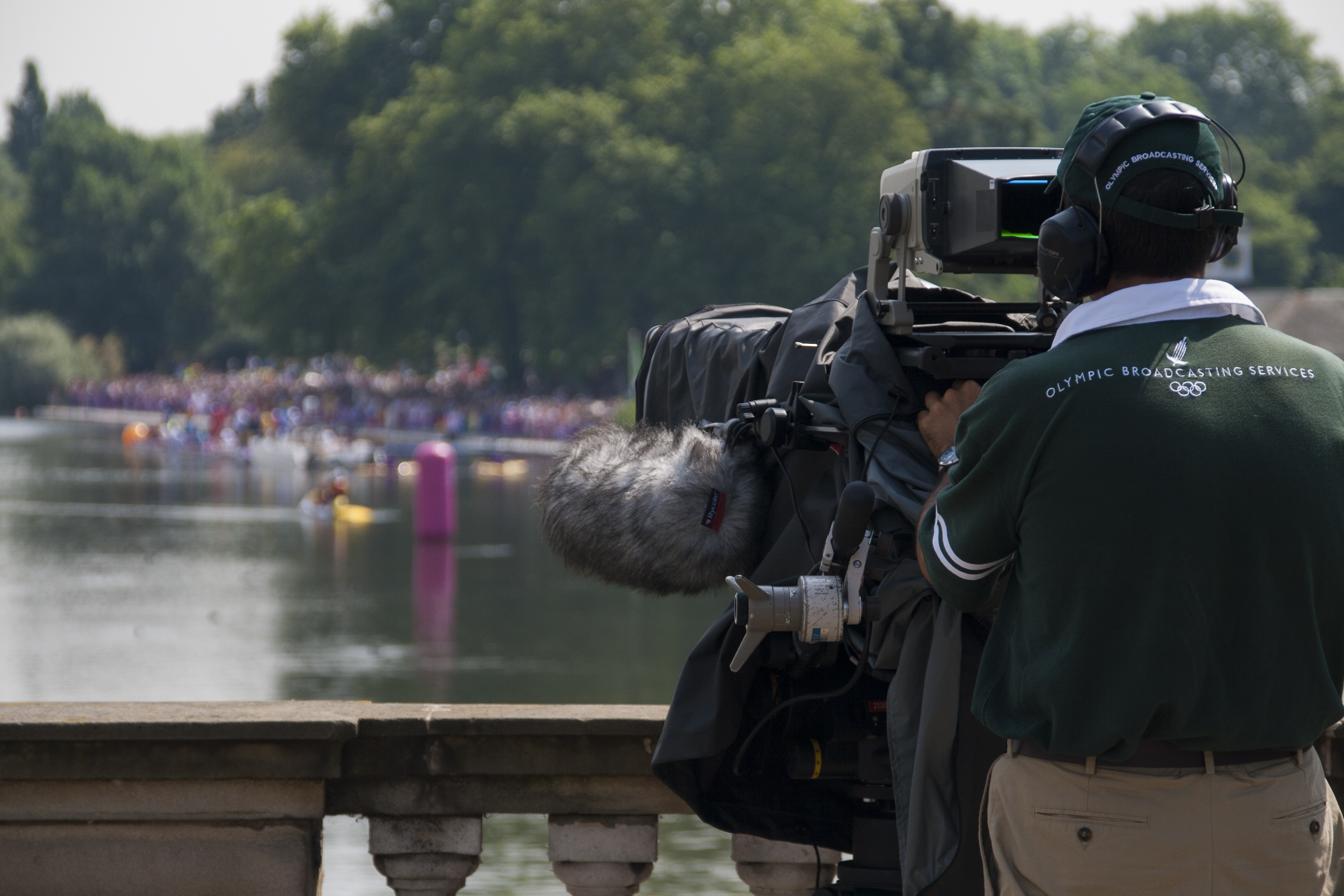
2012년 하계 올림픽의 수영 남자 10km 마라톤 종목을 중계하고 있는 올림픽 방송 서비스의 카메라맨

올림픽 방송 서비스(영어: Olympic Broadcasting Services, 약칭 OBS)는 국제올림픽위원회의 방송사로, 판권을 구입한 방송사들에게 올림픽 대회 방송을 제공하기 위해 2001년 설립됐다. 각 중계방송의 판과 판 사이에서 올림픽 표준 방송을 마련하고 있다.
처음으로 운영에 들어간 것은 2008년 하계 올림픽으로 그 이전 대회들의 주관 방송사는 현지 조직위원회나 제3의 방송사에게 위탁하는 방식이었으며, 각 방송국들의 방송 운영을 재구성하도록 했다. 본부는 스페인 마드리드에 있다.

## 역사

### 2008년 베이징 하계 올림픽
올림픽 방송 서비스의 운영은 베이징에서 열린 2008년 하계 올림픽 때부터 시작됐다. OBS와 베이징 올림픽 조직위원회가 공동으로 설립한 베이징 올림픽 방송 (Beijing Organizing Committee)이 주 방송 협력단으로 활동했고 중국 내 텔레비전 방송망은 대회 개최국의 방송국 중 하나인 중국중앙텔레비전이 맡았다.

### 2010년 밴쿠버 동계 올림픽
밴쿠버에서 열린 2010년 동계 올림픽에서는 밴쿠버 올림픽 방송 서비스 (Olympic Broadcasting Services Vancouver)가 설립되어 전 방송을 담당 소유했다. OBSV의 총괄 감독은 CBC 스포츠의 전 프로듀서이자 임원이었던 낸시 리가 맡았다. 2010년 올림픽은 주 방송 시설을 OBS가 단독으로 제공한 첫 대회이기도 했다.

### 2012년 런던 하계 올림픽
2012년 런던 올림픽과 패럴림픽의 방송도 OBS가 맡았다. 한편 2012년 올림픽 대회 준비 도중 대니 보일 (올림픽 개막식 감독)의 차량 주변에 보안팀이 대거 배치되기도 했는데, 보일 측 직원과 올림픽 방송 서비스 간에 '마찰'이 있었기 때문이라는 추측도 있었다. 개최국 내 방송은 올림픽 특별방송사이기도 한 BBC가 맡았다.

### 2016년 리우 하계 올림픽
2016년 리우데자네이루 올림픽에서는 헤지 글로부, 헤지 헤코르드, 헤지 반데이란치스가 라디오와 텔레비전 국제 방송을 맡았다.

### 2018년 평창 동계 올림픽
강원도 평창군, 강릉시, 정선군에서 열린 2018년 동계 올림픽에서는 한국방송공사와 문화방송, SBS의 라디오와 텔레비전 국제 방송을 맡았다.

### 2020년 도쿄 하계 올림픽
2020년 도쿄 올림픽에서는 일본방송협회와 일본민간방송연맹의 라디오와 텔레비전 국제 방송을 맡았다.

### 2022년 베이징 동계 올림픽
2022년 베이징 올림픽에서는 중국중앙텔레비전의 국제 방송을 맡았다.

### 2024년 파리 하계 올림픽
2020년 파리 올림픽에서는 프랑스 텔레비지옹의 라디오와 텔레비전 국제 방송을 맡았다.